# Oliver Winchester
Oliver Fisher Winchester (Boston, 30 novembre 1810 – New Haven, 11 dicembre 1880) è stato un imprenditore e politico statunitense, fondatore della Winchester Repeating Arms Company.

## Biografia
Figlio di Samuel Winchester e Hannah Bates sposò Jane Ellen Hope a Boston il 20 febbraio 1834. Ebbero tre figli:
- Ann Rebecca Winchester (1835–1864) che sposò Charles B. Dye
- William Wirt Winchester (1837–1881) che sposò Sarah Lockwood Pardee
- Hannah Jane Winchester (1847-1920) che sposò Thomas Gray Bennett

### L'attività imprenditoriale
Iniziò la sua attività come produttore di tessuti a New York City e New Haven. In questo periodo venne a conoscenza che una divisione della Smith & Wesson era in gravi problemi finanziari per un nuovo brevetto di fucile a ripetizione. Avendo un gran fiuto degli affari, Winchester riuscì a raccogliere il capitale necessario, assieme ad alcuni soci, per rilevare la divisione della S&W, meglio nota come Volcanic Repeating Arms Company, nel 1850. Dal 1857, Winchester divenne l'azionista di maggioranza nella nuova compagnia ridislocata a New Haven, cambiandole il nome in New Haven Arms Company.
Inizialmente, non ebbe grandi risultati, cosa che venne in parte attribuita alla progettazione ed alle scarse prestazioni della cartuccia Vulcanic: una sfera cava conica riempita con polvere nera e chiusa da un tappo di sughero. Anche se il design del fucile a ripetizione Vulcanic aveva di gran lunga superato la tecnologia rivale, gli scarsi risultati e l'affidabilità delle cartucce calibro 0,25 e 0,32 utilizzate da pistola e fucile, rispettivamente, non era paragonabile alle prestazioni dei calibri maggiori dei concorrenti.

### La collaborazione con Benjamin Henry
Fortunatamente per Winchester, aveva ereditato un brillante ingegnere, Benjamin Tyler Henry, che si sarebbe rivelato un bene inestimabile. Henry cercò di migliorare il fucile a ripetizione Volcanic, ampliando il telaio ed il caricatore per accogliere diciassette dei suoi recentemente riprogettati proiettili, tutti in bossoli di ottone, calibro 0,44 anulare. Questa nuova cartuccia rimise in sella la nuova società e l'ingegno di Henry venne ricompensato con un brevetto a suo nome (16 ottobre 1860), per quello che sarebbe diventato il famoso fucile Henry.
Nel corso della guerra civile americana era chiamato "quel maledetto fucile Yankee che caricato di domenica spara per tutta la settimana". Circa 1.200 di queste armi vennero acquistate dal capo della ordinanza, maggiore James W. Ripley per l'utilizzo nell'United States Marshals Service. A volte i soldati che avevano sentito parlare di quest'arma avanzata, risparmiavano i loro soldi per comprare un fucile Henry, in un momento in cui il prezzo del modello base era di $ 40.00, un giusto prezzo nel 1860. Sfortunatamente, l'Henry aveva due difetti di progettazione:
1. Per il caricamento occorreva puntare il fucile verso l'alto e inserire le cartucce una ad una.
2. Il caricatore non era sigillato e spesso era incrostato di sporcizia o fango che sporcavano le cartucce.

Il fucile Henry venne prodotto per quasi sei anni con una produzione totale di circa 12.000 esemplari, in entrambi i modelli con struttura in ferro e ottone. Dopo il successo del fucile Henry, la società venne riorganizzata e ancora una volta rinominata in Winchester Repeating Arms Company. Nel 1866, un nuovo brevetto, migliorato dal dipendente Nelson King, pose rimedio ai difetti del fucile Henry, integrando una porta di carico sul lato della cornice e l'integrazione di un caricatore sigillato circolare. Il primo fucile Winchester fu il modello 1866, the Yellow boy.
I fucili a ripetizione vennero utilizzati in una certa misura nella Guerra di secessione americana. Tuttavia, l'Union Army a quel tempo non utilizzò molti fucili a ripetizione in quanto questa era una nuova tecnologia non testata.
Essi non vennero ampiamente utilizzati fino a dopo la guerra, quando divennero sempre più popolari tra i civili. Le autorità militari si concentrarono principalmente al perfezionamento dei fucili a retrocarica a colpo singolo per molti anni ancora. Con migliaia di fucili nelle mani dei pionieri, i fucili Winchester a ripetizione si guadagnarono una reputazione di "arma che ha conquistato il West".

### La carriera politica
Oliver Winchester fu anche attivo in politica, come Commissioner del Collegio Elettorale degli Stati Uniti d'America per New Haven con il partito Repubblicano nelle elezioni presidenziali del 1864 e vice Governatore del Connecticut dal 1866 al 1867.

### La morte
Quando Winchester morì nel 1880, l'azienda passò a suo figlio, William Wirt Winchester, che morì di tubercolosi nel marzo dell'anno seguente. La moglie di William Sarah credette che la famiglia fosse perseguitata dagli spiriti delle persone uccise dal fucile Winchester e decise di trasferirsi a San Jose dove iniziò a costruire una caotica dimora, nota come Winchester Mistery House. In questo modo riteneva di confondere e schivare la vendetta degli spiriti.

## Riconoscimenti
- Winchester Avenue a New Haven è intitolata al suo nome.

- Nel 2009, la Olin Corporation, attuale proprietaria del marchio Winchester, chiuse la fabbrica tra le proteste di molti abitanti di New Haven, ponendo fine ad ogni legame della città con Winchester.